# A&D (オーディオ)
A&D（エーアンドディー）は、1987年から1993年まで三菱電機と赤井電機が合同で展開したオーディオのブランド名である。Aは赤井電機（AKAI）、Dは三菱電機のオーディオ・ブランド「ダイヤトーン」の頭文字。
設立は、赤井電機の三菱グループの傘下入りがきっかけだった。1980年代は赤井とダイヤトーンの分野であるピュアオーディオ分野が衰退傾向を見せていた時期であり、販売力の弱い赤井が窮地に追い込まれたことから本格的な提携がスタート。三菱電機はスピーカー、赤井電機はCDプレーヤー、およびプリメインアンプ（AVアンプを含む）、セパレートアンプ（プリアンプ/パワーアンプ）、アナログコンパクトカセット（ACC）デッキ、DATデッキ、LD/CDV/CDコンパチブルプレーヤーなどといった、両社の得意分野に専念することとなった。
これを機に赤井電機は、オーディオ分野では開発・製造のみ行い営業・販売・アフターサービスは三菱電機に委託することとなり、製品はオーディオ専門店の他に三菱電機ストアーでも販売されるようになった。
しかし、いわゆるミニコンポやCDラジカセ等のゼネラルオーディオが隆盛を極めていた時期であり販売量は更に低迷。本格的にバブル崩壊が始まった1991年に提携解消、および製品の新規開発を完了し1992年末までに製品の製造を全て完了。そして1993年末までに流通在庫製品の完売を以って名実共にブランド名も消滅した。
同ブランドのミニコンポ「ピークロス」のテレビCMには杉本彩が出演していた。またCMの流し方も当時の三菱電機のCMと類似したパターンだった時期もある。

## 注
1. ↑  実際はパイオニア（ホームAV機器事業部。現・プレミアムオーディオカンパニーテクノロジーセンター）のOEMだった。